# Chionaema thoracica
Chionaema thoracica är en fjärilsart som beskrevs av Rothschild och Jordan 1901. Chionaema thoracica ingår i släktet Chionaema och familjen björnspinnare. Inga underarter finns listade i Catalogue of Life.